# Prison Break/Episodenliste
Diese Episodenliste enthält alle Episoden der US-amerikanischen Actionserie Prison Break, sortiert nach der US-amerikanischen Erstausstrahlung. Zwischen 2005 und 2017 entstanden in fünf Staffeln 90 Episoden mit einer Länge von jeweils etwa 42 Minuten.

## Übersicht
| Staffel | Episodenanzahl | Erstausstrahlung USA | Erstausstrahlung USA | Deutschsprachige Erstausstrahlung | Deutschsprachige Erstausstrahlung |
| Staffel | Episodenanzahl | Staffelpremiere      | Staffelfinale        | Staffelpremiere                   | Staffelfinale                     |
| ------- | -------------- | -------------------- | -------------------- | --------------------------------- | --------------------------------- |
| 1       | 22             | 29. August 2005      | 15. Mai 2006         | 7. Juni 2007                      | 30. August 2007                   |
| 2       | 22             | 21. August 2006      | 2. April 2007        | 4. Oktober 2007                   | 28. Februar 2008                  |
| 3       | 13             | 17. September 2007   | 18. Februar 2008     | 4. Januar 2009                    | 22. März 2009                     |
| 4       | 24             | 1. September 2008    | 24. Mai 2009         | 29. März 2009                     | 10. September 2009                |
| 5       | 9              | 4. April 2017        | 30. Mai 2017         | 8. April 2017                     | 3. Juni 2017                      |

## Staffel 1
Die Erstausstrahlung der ersten Staffel war vom 29. August 2005 bis zum 15. Mai 2006 auf dem US-amerikanischen Fernsehsender Fox zu sehen. Die deutschsprachige Erstausstrahlung sendete der Schweizer Fernsehsender SF zwei vom 7. Juni bis zum 30. August 2007.
| Nr. (ges.) | Nr. (St.) | Deutscher Titel           | Originaltitel                      | Erstausstrahlung USA | Deutschsprachige Erstausstrahlung (CH) | Regie                  | Drehbuch                    |
| ---------- | --------- | ------------------------- | ---------------------------------- | -------------------- | -------------------------------------- | ---------------------- | --------------------------- |
| 1          | 1         | Der große Plan            | Pilot                              | 29. Aug. 2005        | 7. Juni 2007                           | Brett Ratner           | Paul Scheuring              |
| 2          | 2         | Lügt Lincoln?             | Allen                              | 29. Aug. 2005        | 7. Juni 2007                           | Michael W. Watkins     | Paul Scheuring              |
| 3          | 3         | Vertrauenstest            | Cell Test                          | 5. Sep. 2005         | 14. Juni 2007                          | Brad Turner            | Michael Pavone              |
| 4          | 4         | Veronica steigt ein       | Cute Poison                        | 12. Sep. 2005        | 14. Juni 2007                          | Matt Earl Beesley      | Matt Olmstead               |
| 5          | 5         | English, Fitz oder Percy? | English, Fitz or Percy             | 19. Sep. 2005        | 21. Juni 2007                          | Randall Zisk           | Zack Estrin                 |
| 6          | 6         | Lebensgefahr (Teil 1)     | Riots, Drills and the Devil Part 1 | 26. Sep. 2005        | 21. Juni 2007                          | Robert Mandel          | Nick Santora                |
| 7          | 7         | Lebensgefahr (Teil 2)     | Riots, Drills and the Devil Part 2 | 3. Okt. 2005         | 28. Juni 2007                          | Vern Gillum            | Karyn Usher                 |
| 8          | 8         | Nur noch 17 Tage          | The Old Head                       | 24. Okt. 2005        | 28. Juni 2007                          | Jace Alexander         | Monica Macer                |
| 9          | 9         | Plan in Gefahr            | Tweener                            | 31. Okt. 2005        | 5. Juli 2007                           | Matt Earl Beesley      | Paul Scheuring              |
| 10         | 10        | Zuwachs                   | Sleight of Hand                    | 7. Nov. 2005         | 5. Juli 2007                           | Dwight H. Little       | Nick Santora                |
| 11         | 11        | Und dann waren es 7       | And Then There Were 7              | 14. Nov. 2005        | 12. Juli 2007                          | Jesús Salvador Treviño | Zack Estrin                 |
| 12         | 12        | Einer muss gehen          | Odd Man Out                        | 21. Nov. 2005        | 12. Juli 2007                          | Bobby Roth             | Karyn Usher                 |
| 13         | 13        | Jetzt oder nie!           | End of the Tunnel                  | 28. Nov. 2005        | 19. Juli 2007                          | Sanford Bookstaver     | Paul Scheuring              |
| 14         | 14        | Im Schatten die Ratten …  | The Rat                            | 20. März 2006        | 19. Juli 2007                          | Kevin Hooks            | Matt Olmstead               |
| 15         | 15        | Totgeglaubte              | By the Skin and the Teeth          | 27. März 2006        | 26. Juli 2007                          | Fred Gerber            | Nick Santora                |
| 16         | 16        | Lebenswege                | Brother´s Keeper                   | 3. Apr. 2006         | 26. Juli 2007                          | Greg Yaitanes          | Zack Estrin                 |
| 17         | 17        | Puzzleteile               | J-Cat                              | 10. Apr. 2006        | 2. Aug. 2007                           | Guy Ferland            | Karyn Usher                 |
| 18         | 18        | Hoch gepokert             | Bluff                              | 17. Apr. 2006        | 9. Aug. 2007                           | Jace Alexander         | Nick Santora & Karyn Usher  |
| 19         | 19        | Opfer der Wahrheit        | The Key                            | 24. Apr. 2006        | 16. Aug. 2007                          | Sergio Mimica-Gezzan   | Zack Estrin & Matt Olmstead |
| 20         | 20        | Keine Zeit mehr           | Tonight                            | 1. Mai 2006          | 23. Aug. 2007                          | Bobby Roth             | Zack Estrin                 |
| 21         | 21        | Countdown                 | Go                                 | 8. Mai 2006          | 23. Aug. 2007                          | Dean White             | Matt Olmstead               |
| 22         | 22        | Todgeweihte               | Flight                             | 15. Mai 2006         | 30. Aug. 2007                          | Kevin Hooks            | Paul Scheuring              |

## Staffel 2
Die Erstausstrahlung der zweiten Staffel war vom 21. August 2006 bis zum 2. April 2007 auf dem US-amerikanischen Fernsehsender Fox zu sehen. Die deutschsprachige Erstausstrahlung sendete der Schweizer Fernsehsender SF zwei vom 4. Oktober 2007 bis zum 28. Februar 2008.
| Nr. (ges.) | Nr. (St.) | Deutscher Titel                | Originaltitel   | Erstausstrahlung USA | Deutschsprachige Erstausstrahlung (CH) | Regie                | Drehbuch                     |
| ---------- | --------- | ------------------------------ | --------------- | -------------------- | -------------------------------------- | -------------------- | ---------------------------- |
| 23         | 1         | Jäger und Gejagte              | Manhunt         | 21. Aug. 2006        | 4. Okt. 2007                           | Kevin Hooks          | Paul Scheuring               |
| 24         | 2         | Wer ist OTIS?                  | Otis            | 28. Aug. 2006        | 11. Okt. 2007                          | Bobby Roth           | Matt Olmstead                |
| 25         | 3         | Partnerschaften                | Scan            | 4. Sep. 2006         | 18. Okt. 2007                          | Bryan Spicer         | Zack Estrin                  |
| 26         | 4         | Einer fällt                    | First down      | 11. Sep. 2006        | 25. Okt. 2007                          | Bobby Roth           | Nick Santora                 |
| 27         | 5         | Seite 1213                     | Map 1213        | 18. Sep. 2006        | 1. Nov. 2007                           | Peter O’Fallon       | Karyn Usher                  |
| 28         | 6         | Jeanette                       | Subdivision     | 25. Sep. 2006        | 8. Nov. 2007                           | Eric Laneuville      | Monica Macer                 |
| 29         | 7         | Unheil                         | Buried          | 2. Okt. 2006         | 15. Nov. 2007                          | Sergio Mimica-Gezzan | Seth Hoffman                 |
| 30         | 8         | Reingefallen                   | Dead Fall       | 23. Okt. 2006        | 22. Nov. 2007                          | Vincent Misiano      | Zack Estrin                  |
| 31         | 9         | Verjährungsfristen             | Unearthed       | 30. Okt. 2006        | 29. Nov. 2007                          | Kevin Hooks          | Nick Santora                 |
| 32         | 10        | Rendezvous                     | Rendezvous      | 6. Nov. 2006         | 6. Dez. 2007                           | Dwight H. Little     | Karyn Usher                  |
| 33         | 11        | Bolshoi Booze                  | Bolshoi Booze   | 13. Nov. 2006        | 13. Dez. 2007                          | Greg Yaitanes        | Monica Macer & Seth Hoffman  |
| 34         | 12        | Verbindung abgebrochen         | Disconnect      | 20. Nov. 2006        | 20. Dez. 2007                          | Karen Gaviola        | Nick Santora & Karyn Usher   |
| 35         | 13        | Abrechnung!                    | The Killing Box | 27. Nov. 2006        | 27. Dez. 2007                          | Bobby Roth           | Zack Estrin                  |
| 36         | 14        | Hilft der Beweis?              | John Doe        | 22. Jan. 2007        | 3. Jan. 2008                           | Kevin Hooks          | Matt Olmstead & Nick Santora |
| 37         | 15        | Botschaften                    | The Message     | 29. Jan. 2007        | 10. Jan. 2008                          | Bobby Roth           | Zack Estrin & Karyn Usher    |
| 38         | 16        | Chicago                        | Chicago         | 5. Feb. 2007         | 17. Jan. 2008                          | Jesse Bochco         | Matt Olmstead & Nick Santora |
| 39         | 17        | Böses Blut                     | Bad Blood       | 19. Feb. 2007        | 24. Jan. 2008                          | Nelson McCormick     | Paul Scheuring & Karyn Usher |
| 40         | 18        | Hand in Hand mit dem Schicksal | Wash            | 26. Feb. 2007        | 31. Jan. 2008                          | Bobby Roth           | Nick Santora                 |
| 41         | 19        | Jeder gegen Jeden              | Sweet Caroline  | 5. März 2007         | 7. Feb. 2008                           | Dwight H. Little     | Karyn Usher                  |
| 42         | 20        | Panama                         | Panama          | 19. März 2007        | 14. Feb. 2008                          | Vincent Misiano      | Zack Estrin                  |
| 43         | 21        | Zieländerung                   | Fin Del Camino  | 26. März 2007        | 21. Feb. 2008                          | Bobby Roth           | Matt Olmstead & Seth Hoffman |
| 44         | 22        | Projekt Sona                   | Sona            | 2. Apr. 2007         | 28. Feb. 2008                          | Kevin Hooks          | Paul Scheuring               |

## Staffel 3
Die Erstausstrahlung der dritten Staffel war vom 17. September 2007 bis zum 18. Februar 2008 auf dem US-amerikanischen Fernsehsender Fox zu sehen. Die deutschsprachige Erstausstrahlung sendete der Schweizer Fernsehsender SF zwei vom 4. Januar bis zum 22. März 2009.
| Nr. (ges.) | Nr. (St.) | Deutscher Titel                 | Originaltitel       | Erstausstrahlung USA | Deutschsprachige Erstausstrahlung (CH) | Regie            | Drehbuch                        |
| ---------- | --------- | ------------------------------- | ------------------- | -------------------- | -------------------------------------- | ---------------- | ------------------------------- |
| 45         | 1         | Nichts geschieht ohne Absicht   | Orientación         | 17. Sep. 2007        | 4. Jan. 2009                           | Kevin Hooks      | Paul Scheuring                  |
| 46         | 2         | Unerträgliche Glut              | Fire/Water          | 24. Sep. 2007        | 4. Jan. 2009                           | Bobby Roth       | Matt Olmstead                   |
| 47         | 3         | In weiter Ferne                 | Call waiting        | 1. Okt. 2007         | 11. Jan. 2009                          | Milan Cheylov    | Zack Estrin                     |
| 48         | 4         | Ungewollte Motivationen         | Good Fences         | 8. Okt. 2007         | 18. Jan. 2009                          | Michael Switzer  | Nick Santora                    |
| 49         | 5         | Störeinflüsse                   | Interference        | 22. Okt. 2007        | 25. Jan. 2009                          | Karen Gaviola    | Karyn Usher                     |
| 50         | 6         | Beweise müssen her              | Photo Finish        | 5. Nov. 2007         | 1. Feb. 2009                           | Kevin Hooks      | Seth Hoffman                    |
| 51         | 7         | Vertrauen vorbei                | Vamonos             | 5. Nov. 2007         | 8. Feb. 2009                           | Vincent Misiano  | Zack Estrin & Kalinda Vazquez   |
| 52         | 8         | Freier Wille gegen Wahrheit     | Bang & Burn         | 12. Nov. 2007        | 15. Feb. 2009                          | Bobby Roth       | Christian Trokey & Nick Santora |
| 53         | 9         | Allein unter Feinden            | Boxed In            | 14. Jan. 2008        | 22. Feb. 2009                          | Craig Ross, Jr.  | Karyn Usher                     |
| 54         | 10        | Dreck begräbt die Moral         | Dirt Nap            | 21. Jan. 2008        | 1. März 2009                           | Michael Switzer  | Matt Olmstead & Seth Hoffman    |
| 55         | 11        | Unten durch                     | Under and Out       | 4. Feb. 2008         | 8. März 2009                           | Greg Yaitanes    | Zack Estrin                     |
| 56         | 12        | Die Schlinge zieht sich zu      | Hell or High Water  | 11. Feb. 2008        | 15. März 2009                          | Kevin Hooks      | Nick Santora                    |
| 57         | 13        | Auf die Rettung folgt die Rache | The Art of the Deal | 18. Feb. 2008        | 22. März 2009                          | Nelson McCormick | Matt Olmstead & Seth Hoffman    |

## Staffel 4
Die Erstausstrahlung der vierten Staffel war vom 1. September 2008 bis zum 15. Mai 2009 auf dem US-amerikanischen Fernsehsender Fox zu sehen. Die letzten beiden Episoden wurden am 24. Mai 2009 unter dem Namen Prison Break: The Movie (sonst unter dem Namen Prison Break: The Final Break bekannt) als Fernsehfilm in Israel erstausgestrahlt. Die deutschsprachige Erstausstrahlung sendete der Schweizer Fernsehsender SF zwei vom 29. März bis zum 10. September 2009.
| Nr. (ges.) | Nr. (St.) | Deutscher Titel                                                   | Originaltitel          | Erstausstrahlung USA/IL | Deutschsprachige Erstausstrahlung (CH) | Regie             | Drehbuch                           |
| ---------- | --------- | ----------------------------------------------------------------- | ---------------------- | ----------------------- | -------------------------------------- | ----------------- | ---------------------------------- |
| 58         | 1         | Rückkehrer und Rächer                                             | Scylla                 | 1. Sep. 2008            | 29. März 2009                          | Kevin Hooks       | Matt Olmstead                      |
| 59         | 2         | Datendiebe                                                        | Breaking and Entering  | 1. Sep. 2008            | 5. Apr. 2009                           | Bobby Roth        | Zack Estrin                        |
| 60         | 3         | Frontenverschiebung                                               | Shut Down              | 8. Sep. 2008            | 9. Apr. 2009                           | Milan Cheylov     | Nick Santora                       |
| 61         | 4         | Adler und Engel                                                   | Eagles and Angels      | 15. Sep. 2008           | 16. Apr. 2009                          | Michael Switzer   | Karyn Usher                        |
| 62         | 5         | Gretchenfragen                                                    | Safe and Sound         | 22. Sep. 2008           | 23. Apr. 2009                          | Karen Gaviola     | Seth Hoffman                       |
| 63         | 6         | Sackgassen                                                        | Blow Out               | 29. Sep. 2008           | 30. Apr. 2009                          | Bryan Spicer      | Kalinda Vazquez                    |
| 64         | 7         | Vier in Las Vegas                                                 | Five The Hard Way      | 6. Okt. 2008            | 7. Mai 2009                            | Garry A. Brown    | Christian Trokey                   |
| 65         | 8         | Krieg ohne Frieden                                                | The Price              | 20. Okt. 2008           | 14. Mai 2009                           | Bobby Roth        | Graham Roland                      |
| 66         | 9         | Opfergang                                                         | Greatness Achieved     | 3. Nov. 2008            | 21. Mai 2009                           | Jesse Bochco      | Nick Santora                       |
| 67         | 10        | Auslöser                                                          | The Legend             | 10. Nov. 2008           | 28. Mai 2009                           | Dwight H. Little  | Karyn Usher                        |
| 68         | 11        | In aller Stille                                                   | Quiet Riot             | 17. Nov. 2008           | 4. Juni 2009                           | Kevin Hooks       | Seth Hoffman                       |
| 69         | 12        | Self-Service                                                      | Selfless               | 24. Nov. 2008           | 11. Juni 2009                          | Michael Switzer   | Kalinda Vazquez                    |
| 70         | 13        | Wer verkauft hier was und wen?                                    | Deal Or No Deal        | 1. Dez. 2008            | 18. Juni 2009                          | Bobby Roth        | Christian Trokey                   |
| 71         | 14        | Angebote des Feindes                                              | Just Business          | 8. Dez. 2008            | 25. Juni 2009                          | Mark Helfrich     | Graham Roland                      |
| 72         | 15        | Plötzliche Erkenntnis                                             | Going Under            | 15. Dez. 2008           | 2. Juli 2009                           | Karen Gaviola     | Zack Estrin                        |
| 73         | 16        | Die Dame im Schachspiel?                                          | The Sunshine State     | 22. Dez. 2008           | 9. Juli 2009                           | Kevin Hooks       | Matt Olmstead & Nicholas Wootton   |
| 74         | 17        | Mutter aller Schlachten                                           | The Mother Lode        | 17. Apr. 2009           | 23. Juli 2009                          | Jonathan Glassner | Seth Hoffman                       |
| 75         | 18        | Plan mit Unbekannten                                              | VS.                    | 24. Apr. 2009           | 30. Juli 2009                          | Dwight H. Little  | Christian Trokey & Kalinda Vazquez |
| 76         | 19        | Hurensohn                                                         | Son of a Bitch         | 1. Mai 2009             | 6. Aug. 2009                           | Garry A. Brown    | Karyn Usher                        |
| 77         | 20        | Wieder in den Schlagzeilen                                        | Cowboys & Indians      | 8. Mai 2009             | 14. Aug. 2009                          | Milan Cheylov     | Nick Santora                       |
| 78         | 21        | Endspurt                                                          | Rate of Exchange       | 15. Mai 2009            | 20. Aug. 2009                          | Bobby Roth        | Zack Estrin                        |
| 79         | 22        | Sei du selbst die Veränderung, die du dir wünschst für diese Welt | Killing Your Number    | 15. Mai 2009            | 27. Aug. 2009                          | Kevin Hooks       | Matt Olmstead & Nicholas Wootton   |
| 80         | 23        | Ein letzter Schritt zur Freiheit – Teil 1                         | The Old Ball and Chain | 24. Mai 2009            | 3. Sep. 2009                           | Brad Turner       | Nick Santora & Seth Hoffman        |
| 81         | 24        | Ein letzter Schritt zur Freiheit – Teil 2                         | Free                   | 24. Mai 2009            | 10. Sep. 2009                          | Kevin Hooks       | Zack Estrin & Karyn Usher          |

## Staffel 5
Im August 2015 kündigte Fox die Produktion einer Miniserie an, die vom 4. April bis 30. Mai 2017 ausgestrahlt wurde. Als Titel der neunteiligen Serie wurde Prison Break: Resurrection genannt. Die deutschsprachige Erstausstrahlung lief beim deutschen Free-TV-Sender RTL II vom 8. April 2017 bis zum 3. Juni 2017.
| Nr. (ges.) | Nr. (St.) | Deutscher Titel       | Originaltitel          | Erstausstrahlung USA | Deutschsprachige Erstausstrahlung (DE) | Regie            | Drehbuch                        | Zuschauer (USA) |
| ---------- | --------- | --------------------- | ---------------------- | -------------------- | -------------------------------------- | ---------------- | ------------------------------- | --------------- |
| 82         | 1         | Ogygia                | Ogygia                 | 4. Apr. 2017         | 8. Apr. 2017                           | Nelson McCormick | Paul Scheuring                  | 3,826 Mio.      |
| 83         | 2         | Kaniel Outis          | Kaniel Outis           | 11. Apr. 2017        | 15. Apr. 2017                          | Maja Vrvilo      | Paul Scheuring                  | 3,205 Mio.      |
| 84         | 3         | Der Lügner            | The Liar               | 18. Apr. 2017        | 22. Apr. 2017                          | Maja Vrvilo      | Josh Goldin & Rachel Abramowitz | 2,436 Mio.      |
| 85         | 4         | Das Gefangenendilemma | The Prisoner’s Dilemma | 25. Apr. 2017        | 29. Apr. 2017                          | Guy Ferland      | Michael Horowitz                | 2,748 Mio.      |
| 86         | 5         | Bauchgefühl           | Contingency            | 2. Mai 2017          | 6. Mai 2017                            | Guy Ferland      | Vaun Wilmott                    | 2,346 Mio.      |
| 87         | 6         | Phaeacia              | Phaeacia               | 9. Mai 2017          | 13. Mai 2017                           | Kevin Tancharoen | Michael Horowitz                | 2,369 Mio.      |
| 88         | 7         | Weindunkles Meer      | Wine-Dark Sea          | 16. Mai 2017         | 20. Mai 2017                           | Kevin Tancharoen | Vaun Wilmott                    | 2,412 Mio.      |
| 89         | 8         | Nachkommen            | Progeny                | 23. Mai 2017         | 27. Mai 2017                           | Nelson McCormick | Michael Horowitz                | 1,896 Mio.      |
| 90         | 9         | Hinter den Augen      | Behind the Eyes        | 30. Mai 2017         | 3. Juni 2017                           | Nelson McCormick | Paul Scheuring                  | 2,298 Mio.      |